# Global Anabaptist Mennonite Encyclopedia Online
L'Encyclopédie Universelle anabaptiste mennonite en ligne (anglais : Global anabaptist mennonite encyclopedia online) aussi appelé GAMEO, est une encyclopédie en ligne anglophone sur le mouvement anabaptiste-mennonite.

## Histoire
GAMEO est fondée en 1996 sous le nom d'Encyclopédie canadienne mennonite en ligne par la Société historique mennonite du Canada. En 2017, elle comptait 14 000 articles.